# Dani Romera
Daniel 'Dani' Romera Andújar (Almería, 23 augustus 1995) is een Spaans voetballer die bij voorkeur als aanvaller speelt. Hij tekende in 2015 bij FC Barcelona B.

## Clubcarrière
Romera sloot zich als kind aan bij de jeugdopleiding van UD Almería. Op 30 november 2013 debuteerde hij in de Primera División, tegen Celta de Vigo. Het seizoen erop speelde hij vijf competitieduels. In januari 2016 trok de aanvaller naar FC Barcelona B. Op 9 januari 2016 debuteerde hij daarvoor, tegen UE Cornellà.